# Anthurium lilacinum
Anthurium lilacinum är en kallaväxtart som beskrevs av George Sydney Bunting. Anthurium lilacinum ingår i släktet Anthurium och familjen kallaväxter. Inga underarter finns listade.